# Bazyleusz I
Bazyleusz I (ur. ?, zm. ?) – w latach 923–935 59. syryjsko-prawosławny Patriarcha Antiochii. 